# Saint-Martin-en-Gâtinois
Saint-Martin-en-Gâtinois ist eine französische Gemeinde mit 254 Einwohnern (Stand: 1. Januar 2022) im Département Saône-et-Loire in der Region Bourgogne-Franche-Comté (vor 2016 Bourgogne). Sie gehört zum Arrondissement Chalon-sur-Saône und ist Teil des Kantons Gergy (bis 2015 Verdun-sur-le-Doubs). 

## Geografie
Saint-Martin-en-Gâtinois liegt etwa 26 Kilometer nordöstlich von Chalon-sur-Saône. Umgeben wird Saint-Martin-en-Gâtinois von den Nachbargemeinden Palleau im Norden und Nordosten, Bragny-sur-Saône im Osten und Südosten, Allerey-sur-Saône im Süden und Südwesten, Saint-Gervais-en-Vallière im Westen sowie Chevigny-en-Valière im Nordwesten.

## Bevölkerungsentwicklung
| Jahr                      | 1962 | 1968 | 1975 | 1982 | 1990 | 1999 | 2006 | 2011 | 2016 |
| Einwohner                 | 188  | 161  | 119  | 115  | 109  | 111  | 121  | 116  | 123  |
| Quelle: Cassini und INSEE |      |      |      |      |      |      |      |      |      |

## Sehenswürdigkeiten

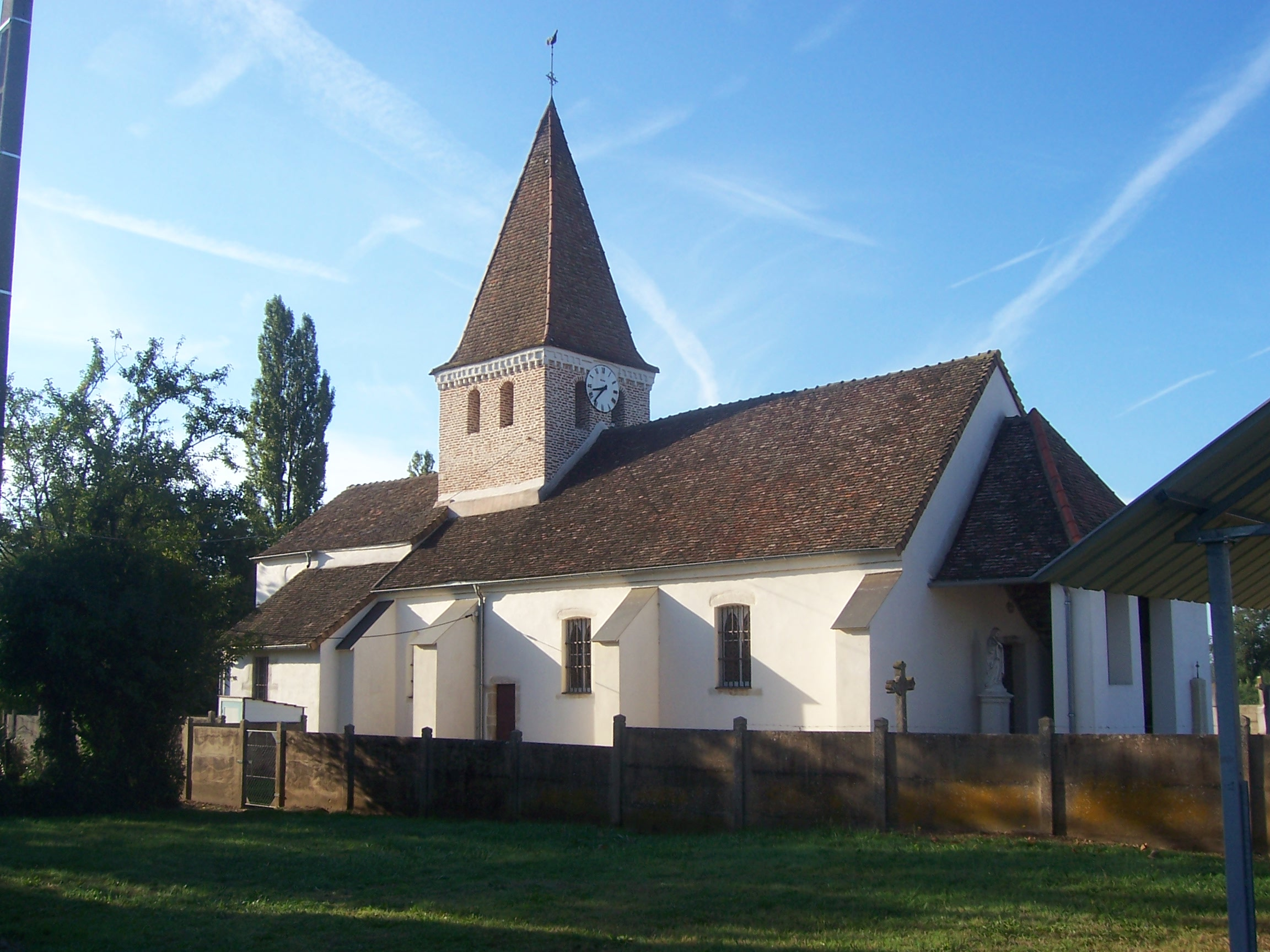
Kirche Saint-Martin

- Kirche Saint-Martin